# Basia A’Hern
Basia A’Hern (* 7. Dezember 1989 in England, Vereinigtes Königreich) ist eine australische Schauspielerin.

## Leben
Auf der Bühne verkörperte A’Hern die Rolle der kleinen Cossette in Les Misérables auf der Australien-Asien Tour, welche von 1997 bis 1999 andauerte.
Ihr Bildschirmdebüt gab A’Hern 2001 in der Farscape-Episode Different Destinations als Cyntrina.
Ihre Schauspielausbildung begann sie 2001 an den Kids Keane Studios und wird durch deren Management vertreten. 2002 hatte A’Hern einen Auftritt im Telefilm Disappearance als Kate Henley. 
Von da an verkörperte sie regelmäßig die Rolle der Kate King in der TV-Serie Koalas und andere Verwandte und die Rolle der Lyndsey „Lyndz“ Collins in der TV-Serie Der Sleepover Club. Außerdem spielte sie die Rolle der Rose Hall-Smith in der australischen Drama-Serie McLeods Töchter.

## Filmografie (Auswahl)
- 2001: Super Glue and Angel’s Wings (Kurzfilm)
- 2001: Flat Chat (Fernsehserie, Episode 1x04)
- 2001: Farscape (Fernsehserie, Episode 3x05)
- 2002: Disappearance – Spurlos verschwunden (Disappearance, Fernsehfilm)
- 2002: Koalas und andere Verwandte (Don’t Blame the Koalas, Fernsehserie, 26 Episoden)
- 2003: The Pact (Film)
- 2003: Der Sleepover Club (The Sleepover Club, Fernsehserie, 26 Episoden)
- 2004–2007, 2009: McLeods Töchter (McLeod’s Daughters, Fernsehserie, 13 Episoden)
- 2008: Bitter & Twisted (Film)
- 2008: Out of the Blue (Fernsehserie, 54 Folgen)
- 2008: Double Trouble (Fernsehserie, 12 Episoden)
- 2010: Good As New (Kurzfilm)